# Wertheim
Wertheim es una localidad del distrito de Meno-Tauber en Baden-Wurtemberg, Alemania.

## Arreglo de la ciudad
La ciudad está formada por los siguientes distritos: Bettingen, Dertingen, Dietenhan, Dörlesberg, Grünenwört, Höhefeld, Kembach, Lindelbach, Mondfeld, Nassig, Reicholzheim, Sachsenhausen, Sonderriet, Urphar, Waldenhausen y Wertheim.